# Tinus chandrakantii
Tinus chandrakantii är en spindelart som beskrevs av C. Adinarayana Reddy och Patel 1993. Tinus chandrakantii ingår i släktet Tinus och familjen vårdnätsspindlar. Inga underarter finns listade i Catalogue of Life.